# Alain Doutey
Alain Doutey (Parigi, 12 ottobre 1944) è un attore francese.
Ha iniziato la sua carriera alla fine degli anni sessanta soprattutto in ruoli televisivi; ha anche lavorato al cinema, in film come Frantic.
È sposato con l'attrice Arièle Semenoff da cui ha avuto due figli.

## Filmografia parziale
- Dov'è finita la 7ª compagnia? (Mais où est donc passée la septième compagnie ?), regia di Robert Lamoureux (1973)
- Cugino, cugina (Cousin, Cousine), regia di Jean-Charles Tacchella (1975)
- Il grande uno rosso (The Big Red One), regia di Samuel Fuller (1980)
- In fretta in fretta (Deprisa, deprisa), regia di Carlos Saura (1981)
- Il sangue degli altri (Le Sang des autres), regia di Claude Chabrol (1984)
- Frantic, regia di Roman Polański (1988)
- Sans peur et sans reproche, regia di Gérard Jugnot (1988)
- Rosso veneziano (Rouge Venise), regia di Étienne Périer (1989)
- Donne di piacere (Dames galantes), regia di Jean-Charles Tacchella (1990)
- Uomini & donne - Istruzioni per l'uso (Hommes, femmes, mode d'emploi), regia di Claude Lelouch (1996)
- Les soeurs Soleil, regia di Jeannot Szwarc (1997)
- Il club delle promesse (Au secours, j'ai 30 ans !), regia di Marie-Anne Chazel (2004)
- Marie Antoinette, regia di Sofia Coppola (2006)
- Lezioni di felicità - Odette Toulemonde (Odette Toulemonde), regia di Éric-Emmanuel Schmitt (2006)
- Nemico pubblico N. 1 - L'ora della fuga (Mesrine: L'Ennemi public nº 1), regia di Jean-François Richet (2008)
- Les Tuche, regia di Olivier Baroux (2011)
- F.B.I. - Due agenti impossibili (Mais qui a retué Pamela Rose?), regia di Olivier Baroux e Kad Merad (2012)
- Una poliziotta fuori di testa (Raid Dingue), regia di Dany Boon (2017)
- Fantasie (Les Fantasmes), regia di David e Stéphane Foenkinos (2021)